# 神明社 (さいたま市岩槻区)
神明社（しんめいしゃ）は、埼玉県さいたま市岩槻区の神社。

## 歴史
1505年（永正2年）に創建された。元々は地元住民の中村氏の屋敷神であったが、参詣希望者が多かったことから、一般に開放された。
入口には狛犬がある。家族の家出や失踪の足止めのご利益があるとされる。家出・失踪者が男性の場合は左の狛犬、女性の場合は右の狛犬の足に麻糸を結び付け、見つかった場合は、それを解くという。
当社では「岩槻の古式土俵入り」という行事が行われる。これは氏子の子どもが土俵入りを奉納するものである。あくまでも「土俵入り」を奉納するのであって、神事相撲ではないのが大きな特徴である。貞享年間（1684年 - 1688年）以来、続いているという。この行事には使われないが、力石もある。

## 文化財
- 岩槻の古式土俵入り（重要無形民俗文化財 平成17年2月21日指定）[2]

## 交通アクセス
- 浦和美園駅より徒歩28分。

## 関連文献
- 「鉤上村 神明社」『新編武蔵風土記稿』 巻ノ203埼玉郡ノ5、内務省地理局、1884年6月。NDLJP:764008/7。